# علیرضا فیض
علیرضا فیض (زاده ۱۳۰۴ قم – درگذشته ۱۲ اسفند ۱۳۹۷) پژوهشگر فقه و اصول و فلسفه اسلامی، حقوق‌دان و استاد دانشگاه تهران بود.

## زندگی‌نامه
علیرضا فیض فرزند میرزا محمد فیض نواده محدث بزرگ ملا محسن فیض کاشانی به سال ۱۳۰۴ ه‍.ش در شهر قم به دنیا آمد. از سن پنج سالگی تا هفت سالگی به مکتب خانه رفت و بعد از آن در دبستان و دبیرستان محمدیه قم دوره ابتدایی و متوسطه را فرا گرفت. از سال ۱۳۱۷ ش تا ۱۳۳۲ش پانزده سال تمام در حوزه علمیه قم و نجف به تحصیل دروس سطح خارج فقه و اصول محمد کاظم شیرازی و سیدابوالقاسم خویی گذرانید و اجتهاد وی از سوی محمدتقی خوانساری، عباسعلی شاهرودی، سید محمد محقق داماد و محمد فیض صادر وامضا شد.

## تحصیل و تدریس دانشگاهی
در این زمان به تدریس نیز در بعضی از سطوح ادبیات عرب، منطق و فقه و اصول ضمن تحصیل پرداخت. برای تحصیلات دانشگاهی به تهران آمد و در رشته فلسفه و حکمت اسلامی به تحصیل پرداخت رساله دکتری خود را با عنوان (انتقاد به منطق ارسطو) نگاشت و در سال ۱۳۴۲ به اخذ مدرک دکتری نائل آمد؛ و از سال ۱۳۳۶ که دانشجوی دکتری بود در دانشکده الهیات دانشگاه تهران مشغول به تدریس فقه و اصول شد و به درجهٔ استاد تمامی رسید و تا سال ۱۳۸۰ که به افتخار بازنشستگی نائل آمد ۴۳ سال گذشت؛ و قریب به ۳۵ سال سمت مدیریت گروه فقه و مبانی حقوق اسلامی دانشکده الهیات دانشگاه تهران را به عهده داشت؛ و به عنوان استاد نمونه کشوری در سال ۱۳۶۰ و ۱۳۷۰ انتخاب شد. سال ۱۳۸۲ به عنوان چهره ماندگار در رشته فقه و حقوق اسلام برگزیده شد.
وی در سن ۹۳ سالگی درگذشت.

## سوابق شغلی
- سی و پنج سال در سمت مدیریت گروه فقه و مبانی حقوق اسلامی دانشکده الهیات دانشگاه تهران
- همکاری با دانشکدهٔ حقوق دانشگاه تهران، دانشکده تربیت مدرس، دانشگاه قضایی دادگستری، دانشگاه افسری و دانشگاه آزاد اسلامی
- همکاری با مؤسسه فرهنگی پژوهشی دهخدا بیش از ۱۲ سال
- عضویت در مجمع مجمع التقریب بین المذاهب اسلامیه
- عضو فرهنگستان علوم- بخش علوم اسلامی
- عضو هیئت برنامه‌ریزی و تنظیم برنامه‌های دروس دانشکده‌های الهیات و غیره

## آثار

### کتاب‌ها
- مبادی فقه و اصول- انتشارات دانشگاه تهران - با بیش از ۲۰ بار تجدید چاپ
- حقوق جزای عمومی اسلام- انتشارات دانشکدهٔ افسری
- تطبیق در حقوق جزای عمومی اسلام –انتشارات امیر کبیر
- حقوق جزای اختصاصی (خصوصی) اسلام –انتشارات دانشکدهٔ افسری
- مقارنه و تطبیق در حقوق جزای عمومی اسلام- انتشارات وزارت ارشاد اسلامی
- ترجمه کتاب لمعه شهید اول (همراه دانشمند علی مهذب) - انتشارات دانشگاه تهران- که بیش از ده بار تجدید چاپ شده‌است.
- ترجمه کتاب الدیه بین العقوبه و التعویض که آن را به پیشنهاد وزارت فرهنگ و ارشاد اسلامی تحقیق و ترجمه کرده‌است
- ویژگی‌های اجتهاد و فقه پویا – اندیشکده علوم انسانی و مطالعات فرهنگی
- مشارکت در تنظیم و تألیف ۱۲ جلد از لغتنامه دهخدا
- همکاری در تصحیح و تحقیق کتاب فلسفی التحصیل بهمنیار بن مرزبان با مرتضی مطهری
- اندیشه‌های حقوقی ۶ (عرف و اجتهاد) - انتشارات مجد

### آثار در دست انتشار استاد
- شرحی انتقادی بر قانون حدود، تعزیرات، قصاص و دیات
- فرهنگ اصطلاحات اصول فقه

#### مقالات
- پویایی فقه و اجتهاد در پرتو عرف
- مسایل قضایی در فقه پویا
- روش تحقیق در فقه اسلامی
- فقه و اجتهاد در بستر زمان و مکان
- فقه مقارن چاره برای رفع اختلافات فقهی مذاهب
- فقه و اجتهاد در راهی که در پیش رو دارند
- هفت مقاله دربارهی فقه پویای ملا محسن فیض
- جاودانگی احکام و پویایی فقه
- بحثی دربارهٔ دلیل انسداد
- نقش عرف و سیرهٔ عقلا در اجتهاد
- اجتهاد و تقلید
- پیدایش منطق و تأثیر آن
- ارزش مدرکات عقلی
- متجاوز از ۵۰ مقاله دیگر از ایشان در مجلات قم و تهران به چاپ رسیده‌است.